# حزب کمونیست پرتغال
حزب کمونیست پرتغال (پرتغالی: Partido Comunista Português) یا (PCP) یک حزب سیاسی عمده در پرتغال است. این یک حزب مارکسیست– لنینیستی است و سازمان آن بر مبنای سانترالیسم دموکراتیک است. حزب همچنین خود را حزبی میهن پرستانه و بین‌المللی می‌داند.